# NGC 4686
NGC 4686 é uma galáxia espiral (Sa) localizada na direcção da constelação de Ursa Major. Possui uma declinação de +54° 32' 04" e uma ascensão recta de 12 horas, 46 minutos e 39,7 segundos.
A galáxia NGC 4686 foi descoberta em 14 de Abril de 1789 por William Herschel.